# Жить в мире
«Жить в мире» (итал. Vivere in pace) — итальянский трагикомедийный фильм 1947 года, поставленный режиссёром Луиджи Дзампа.
Премия Нью-Йоркского сообщества кинокритиков за лучший фильм на иностранном языке (1947).

## Сюжет
Конец Второй мировой войны. Жители итальянской деревни считают, что война обошла их, поскольку театр военных действий находится от них далеко. Единственный немецкий солдат охраняет склад. Отправившись в лес на поиски сбежавшего поросенка, девушка-подросток со своим младшим братом находят двух американских солдат. Один, чернокожий, тяжело ранен. По всему селу расклеены объявления с обещанием награды тому, кто выдаст беглых вражеских солдат, и которые угрожают смертью, разрушением дома и соседних домов тем, кто окажет им помощь. Даже несмотря на это, девушка и её брат приносят американцам одежду и еду, а потом прячут их в конюшне дяди Тиньи, добродушного человека, у которого всего одна цель: жить в мире, ко всем относиться хорошо и никому не вредить. 
К солдатам приходит врач, прячет их у себя и лечит раненого. Едва встав на ноги, раненый изрядно напивается, и здесь единственный немец в селе неожиданно приходит к Тиньи. Чернокожего тут же запирают в чулане. Другим приходится устроить целый пир, напоить немца, петь, танцевать, чтобы заглушить крики американца, недовольного тем, что его осмелились запереть. Выломав дверь, он оказывается один на один с немцем, но тот и сам уже пьяный. Они братаются и бродят по улицам города в обнимку, горланя песни и стреляя по фонарям. И все жители деревни начинают верить, что война действительно закончилась. Но политический секретарь быстро выводит их из заблуждения. Сельские жители возвращают на склад взятые оттуда сумки с провиантом. Со страхом думая о том, что сделает с ними немец, когда проспится, люди толпами уходят из села. У них есть договоренность с кюре: если все пойдет хорошо и немец ничего не заметит, он прозвонит радостный благовест; иначе — сыграет похоронную мелодию, чтобы жители деревни держались подальше. Но немец узнает, что к деревне приближаются американцы, и просит у Тиньи гражданскую одежду. Перед самым вступлением американцев в село Тиньи убивает немецкий патруль. Он умирает в своей постели и просит, чтобы его не забывали. После похорон американский солдат, строит планы с племянницей Тиньи и покидает деревню навсегда.